# Megathereva bilineata
Megathereva bilineata är en tvåvingeart som först beskrevs av Fabricius 1775.  Megathereva bilineata ingår i släktet Megathereva och familjen stilettflugor. Inga underarter finns listade i Catalogue of Life.